# Martinho de Mascarenhas, 3.º Marquês de Gouveia
Martinho de Mascarenhas (? — 9 de março de 1723), 3.º Marquês de Gouveia e 6.º Conde de Santa Cruz, foi um aristocrata português que se notabilizou na corte do rei D. João V de Portugal, onde exerceu grande influência política.

## Biografia
Seu pai, o 4.º conde de Santa Cruz, casara com D. Juliana de Lencastre, irmã do 2.º Marquês de Gouveia D. João da Silva, morto sem herdeiros: eram filhos do 1.º Marquês de Gouveia e 6.º conde de Portalegre D. Manrique da Silva e de sua 3.ª mulher, D. Maria de Lencastre, filha do 3.º duque de Aveiro. D. Martinho era assim filho do 4.º conde de Santa Cruz e irmão do 5º conde, morto sem herdeiro. Morreu em 9 de março de 1723 e foi mordomo-mor de D. Pedro II e de D. João V. Foi do Conselho de Estado, senhor de Lavre, Estepa, Santa Cruz e Lajes, e das ilhas de Santo Antão, Flores e Corvo, com todas as suas jurisdições, comendador de Mértola na Ordem de Santiago, e de Mendo Marques e Vargem na Ordem de Cristo, alcaide-mor dos castelos de Mértola, Grândola, Alcácer do Sal.
O título de Gouveia lhe foi renovado por carta de 17 de janeiro de 1714, de D. João V, com tratamento e honras de parente.
Casou em 2 de junho de 1698 com D. Inácia Rosa de Távora, filha do 2º Marquês de Távora. A qual, enviuvando, professou no mosteiro da Luz.
Seu filho, D. João Mascarenhas, herdou o título.